# Brachymeria olethria
Brachymeria olethria is een vliesvleugelig insect uit de familie bronswespen (Chalcididae). De wetenschappelijke naam is voor het eerst geldig gepubliceerd in 1914 door Waterston.